# Charles Douglas-Home (journalist)
Charles Cospatrick Douglas-Home (født 1. september 1937, død 29. oktober 1985) var en britisk journalist, der stammede fra den skotske adel. Han var medredaktør af The Times i 1981-1982 og chefredaktør af avisen i 1982-1985.

## Ungdom
Charles Douglas-Home gik i skole på Eton College. Han gik ind et af den britiske hærs skotske regimenter i 1956. Senere blev han adjudant (aide-de-camp) for sir Evelyn Baring, der er kendt som britisk guvernør i Kenya under Mau Mau-oprøret.  

## Journalist og redaktør
Tilbage i Storbritannien forsøgte Charles Douglas-Home at blive ansat i TV, men han blev afvist pga. sin skotske accent og sin manglende journalistiske uddannelse.  I stedet blev han ansat på Scottish Daily Express . 
I 1965 blev han krigskorrespondent for The Times. Her dækkede han Seksdageskrigen i 1967 og Warszawapagtens invasion af Tjekkoslovakiet i 1968. Han blev avisens udenrigsredaktør i 1978. 
Da Rupert Murdoch overtog The Times i 1981 var Charles Douglas-Home på tale som chefredaktør. I første omgang måtte han dog nøjes at blive medredaktør. Året efter blev han chefredaktør, og han havde denne stilling indtil sin død i 1985. 

## Ægteskab
Charles Douglas-Home var gift med Jessica Violet Gwynne. De fik sønnerne Tara (født 1969) og Luke (født 1971).

## Familie
Charles Douglas-Home var en yngre søn af den ærede Henry Montagu Douglas-Home (1907- 1980) og Lady (Alexandra) Margaret Elizabeth Spencer (1906–1996). 
Faderen Henry Douglas-Home var søn af Charles Douglas-Home, 13. jarl af Home (1873 – 1951) og bror til sir Alec Douglas-Home (1903 – 1995), der var britisk premierminister i 1963 – 1964. Han var også udenrigsminister i flere omgange. Alec Douglas-Home var medlem af Underhuset i 1931-1951 og igen 1963-1974. Han var medlem af Overhuset i to omgange, først som den 14. jarl af Home (1951 - 1963) og senere som Baron Home of the Hirsel (1974 – 1995). 
Moderen lady Margaret Spencer var datter af Charles Spencer, 6. jarl af Spencer (1857 – 1922). Charles Spencer blev oldefar til Diana Spencer, prinsesse af Wales (1961 – 1997). 
Charles Douglas-Homes storebror Robin Douglas-Home (1932 – 1968) var jazz-pianist og forfatter. Som ung var Robin Douglas-Home kortvarigt forlovet med prinsesse Margaretha af Sverige (født 1934). Senere blev han gift med Sandra Clare Paul (født 1940). De fik en søn i 1962. Sandra Paul har giftet sig fire gange. Hendes nuværende ægteskab er med den tidligere konservative partileder Michael Howard (født 1941). I 1967 havde Robin Douglas-Home en månedlang romance med Prinsesse Margaret, grevinde af Snowdon (1930-2002), søster til Elizabeth 2. af Storbritannien (født 1926). 